# Rastro de Unção
Rastro de Unção é um álbum de estúdio da cantora gospel Rozeane Ribeiro, lançado pela gravadora RORI Music em novembro de 2010.
Em 2013, o álbum recebeu certificado Disco de Platina, pela venda de mais de 70 mil cópias.

## Faixas
1. Entra Na Fornalha
2. Jeová Rafah
3. Crucifica-o
4. Eu Só Vim Te Adorar
5. Herdeira
6. Rastro de Unção
7. Saiu Virtude
8. Adoração de Isaías
9. Eu Vou Ver O Rei
10. Se Alimente do Maná
11. Ninguém Pode Calar A Sua Voz
12. Você Vai Gerar Vitória
13. A Vitória É Sua
14. Sai da Terra

## Clipes
1. Rastro de Unção